# Samdong Rinpoche
| Tibetische Bezeichnung                      |
| ------------------------------------------- |
| Tibetische Schrift: ཟམ་གདོང་རིན་པོ་ཆེ་          |
| Wylie-Transliteration: zam gdong rin po che |
| Andere Schreibweisen: Samdong Rinpoche      |
| Chinesische Bezeichnung                     |
| Vereinfacht: 桑东仁波切                     |
| Pinyin:Sangdong renboqie                    |

Samdong Rinpoche (tib. zam gdong rin po che) bezeichnet eine Inkarnationsreihe des tibetischen Buddhismus aus dem Gelugpa-Kloster Ganden Dechenling (dga' ldan bde chen gling) in Osttibet (Dechen, Yunnan).
Der derzeitige Vertreter ist der 5. Samdong Rinpoche Lobsang Tendzin (tib.: blo bzang bstan 'dzin; * 5. November 1939 in Dechen (früher: Jol bzw. Atunzu), Osttibet bzw. Yunnan), ehemaliger Ministerpräsident der Tibetischen Exilregierung.
| Samdong Rinpoche (Alternativbezeichnungen des Lemmas) |
| ----------------------------------------------------- |
| Samdhong Rinpoche; 桑东活佛                           |